# Kojetín
Kojetín (deutsch Kojetein, älter auch Kogetein) ist eine Stadt in Tschechien. Sie liegt neun Kilometer nordwestlich von Kroměříž in der Hanna und gehört zum Okres Přerov.

## Geographie
Kojetín befindet sich am rechten Ufer der March und nördlich der Haná unweit deren Einmündung. Durch Kojetín führen die Staatsstraßen 435 von Olomouc bzw. 367 von Prostějov nach Kroměříž. Die Stadt liegt an den Eisenbahnstrecken zwischen Vyškov und Přerov sowie zwischen Kroměříž und Tovačov, wobei auf Letzterer der Personenverkehr auf dem Abschnitt Kojetín – Tovačov eingestellt wurde. Südlich der Stadt verläuft die Autobahn D 1.
Nachbarorte sind Uhřičice im Norden, Záříčí im Nordosten, Chropyně im Osten, Bezměrov im Südosten, Popůvky im Süden, Křenovice im Südwesten, Měrovice nad Hanou und Hruška im Westen sowie Tvorovice im Nordwesten.

## Geschichte
Die erste urkundliche Erwähnung des Dorfes Kojetín erfolgte im Jahre 1233 durch Přemysl von Mähren. In der zweiten Hälfte des 13. Jahrhunderts erfolgte durch bayerische Siedler die Erweiterung des Straßendorfes zu einem Markt, den Ottokar II. Přemysl dem Bistum Prag überließ. 1290 wurde Kojetín zur Stadt mit Olmützer Recht erhoben und erhielt eine Stadtbefestigung.
In den Hussitenkriegen erwarb Jiří von Sternberg 1415 Kojetín als Pfand. Zu Beginn des 16. Jahrhunderts wurde Wilhelm II. von Pernstein Besitzer von Kojetín. Seit dieser Zeit siedelten sich Juden in der Stadt an und bis 1885 war die jüdische Gemeinde auf 700 Mitglieder angewachsen. Nach einem langen Streit, der bereits 1699 zugunsten des Erzbistums entschieden wurde, trat Ernst Leopold von Salm-Neuburg die verpfändete Herrschaft Kojetín am 20. Dezember 1720 an den Prager Erzbischof Franz Ferdinand von Kuenburg ab, der sie beim Bistum gegen seine eigenen Güter Unter Březan und Štědřík bei Prag eintauschte. Erzbischof von Kuenburg verwandelte die Herrschaft Kojetín 1725 zu seinem Allod-Eigentum und verkaufte sie am 23. Januar 1726 für 200.000 Rheinische Gulden an Herzogin Marie Elisabeth von Schleswig-Holstein-Sonderburg-Wiesenburg, die die Herrschaft um das Gut Wicoměřic und den zugehörigen Anteil von Dědice erweiterte. 1744 erbte ihre Tochter Maria Theresia zu Oettingen-Spielberg die Herrschaft, der wenig später deren Tochter Leopoldine von Kaunitz-Rietberg und 1795 die Enkelin Eleonore von Metternich folgten. 1825 erbte ihr Sohn Viktor von Metternich-Winneburg (1803–1829) die Herrschaft Kojetín, dem sein Vater Klemens Wenzel Lothar von Metternich zugleich die Verwaltung der Herrschaft Břesowitz und des Lehngutes Kowalowitz übertrug. 1829 entstand das neue Rathaus und ein Jahr später ein neues Pfarrhaus. Am 1. Dezember 1835 erbte Leontine Sándor de Szlavnicza, geborene Fürstin von Metternich, die Allodialherrschaft Kojetein mit dem Gut Witzomieritz.
Seit dem 15. Jahrhundert war die Zahl der deutschen Bevölkerung stark zurückgegangen und 1880 lebten in Kojetein 4888 Menschen, von denen 259 Deutsche waren.
1864 wurde die Eisenbahn von Prerau nach Brünn eingeweiht und 1895 folgte die Strecke von Kojetein nach Mährisch Ostrau. Wegen der günstigen Verkehrslage entwickelte sich Kojetein zum Umschlagplatz für die landwirtschaftlichen Erzeugnisse der Hanna. Im Zweiten Weltkrieg wurde die jüdische Gemeinde ausgelöscht.
1995 zerstörte ein Brand Teile der Westseite des Marktes neben dem Rathaus.

## Ortsgliederung
Die Stadt Kojetín besteht aus den Stadtteilen Kojetín I – Město, Kojetín II – Popůvky und Kojetín III – Kovalovice.

## Sehenswürdigkeiten

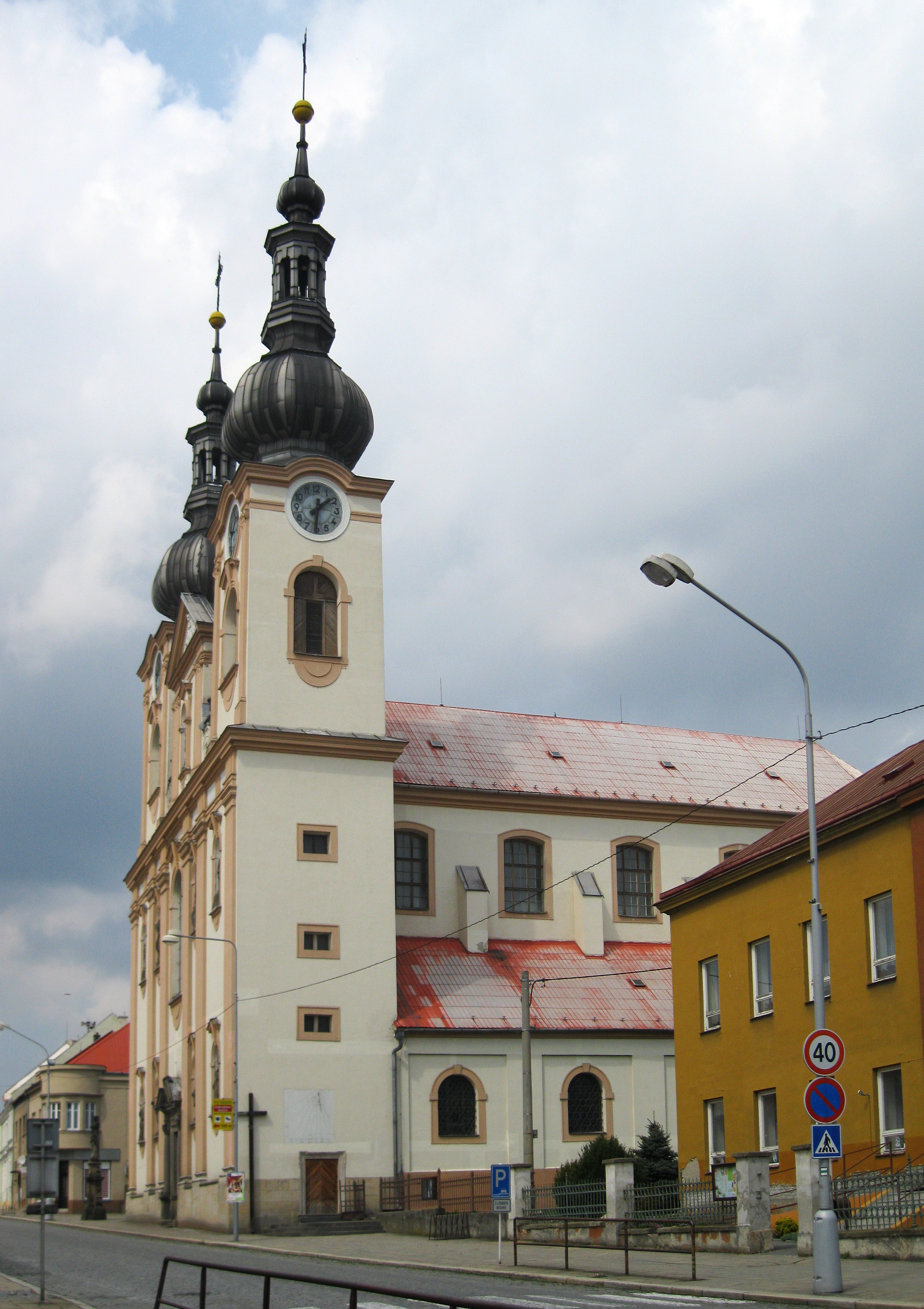
Kirche Mariä Himmelfahrt

- barocke Kirche Mariä Himmelfahrt am Comeniusplatz, erbaut Ende des 17. Jahrhunderts an Stelle eines gotischen Vorgängerbaus
- Pestsäule auf dem Marktplatz, 1704/05 durch Johannes Kulhan errichtet
- Jüdischer Friedhof
- Synagoge
- Rathaus
- Statuen des hl. Wenzel und der hl. Anna

## Söhne und Töchter der Stadt
- Franz Anton Sebastini (um 1724–1789), Barockmaler und Freskant
- Beda Dudík (1815–1890), Priester und Historiker
- Adolf Brüll (1846–1908), Pädagoge, Religionswissenschaftler, Theologe und Redakteur
- Gustav Mayr (1872–1936), tschechoslowakischer Politiker (Sudetendeutsche Partei) deutscher Nationalität
- Alexander Niklitschek (1892–1953), österreichischer Autor